# Persone di nome Sophie
| Questa pagina contiene informazioni ricavate automaticamente dalle voci biografiche con l'ausilio del template Bio e di un bot. L'aggiornamento è periodico e automatico e ricostruisce completamente la pagina. Se manca una persona in questa lista, sei pregato di non aggiungerla, ma accertati piuttosto che la sua voce biografica contenga il template Bio e che i dati anagrafici siano correttamente compilati. Se il template Bio manca, inseriscilo tu stesso o, in alternativa, metti l'avviso {{tmp\|Bio}} che ne segnala la mancanza. Se i dati riportati sono sbagliati, correggi direttamente la voce biografica; le modifiche saranno visibili in questa lista entro pochi giorni. Per chiarimenti vedi il progetto antroponimi. La lista contiene solo le 165 persone che sono citate nell'enciclopedia e per le quali è stato implementato correttamente il template Bio. Pagina aggiornata al 6 ago 2025. |

Questa è una lista di persone presenti nell'enciclopedia che hanno il nome Sophie, suddivise per attività principale.

## Arciere(1)
- Sophie Dodemont, arciera francese (Pont-Sainte-Maxence, n. 1973)

## Artiste(2)
- Sophie Calle, artista francese (Parigi, n. 1953)
- Sophie Taeuber-Arp, artista e pittrice svizzera (Davos, n. 1889 - Zurigo, † 1943)

## Astronome(1)
- Sophie Brahe, astronoma e scienziata danese (Castello di Knutstorp - Helsingør, † 1643)

## Atlete paralimpiche(2)
- Sophie Hahn, atleta paralimpica britannica (Nottingham, n. 1997)
- Sophie Kamlish, atleta paralimpica britannica (Londra, n. 1996)

## Attiviste(1)
- Sophie Scholl, attivista tedesca (Forchtenberg, n. 1921 - Monaco di Baviera, † 1943)

## Attrici(37)
- Sophie Aldred, attrice britannica (Greenwich, n. 1962)
- Sophie Artur, attrice e doppiatrice francese (Parigi, n. 1959)
- Sophie Barjac, attrice francese (Bourges, n. 1957)
- Sophie Bennett, attrice e cantante canadese (Toronto, n. 1989)
- Sophie Charlotte, attrice e ballerina brasiliana (Amburgo, n. 1989)
- Sophie Choudry, attrice britannica (Manchester, n. 1982)
- Sophie Cookson, attrice britannica (Haywards Heath, n. 1990)
- Sophie Daumier, attrice francese (Boulogne-sur-Mer, n. 1934 - Parigi, † 2003)
- Sophie Desmarets, attrice francese (Parigi, n. 1922 - Parigi, † 2012)
- Sophie Duez, attrice e ex modella francese (Nizza, n. 1962)
- Sophie Guillemin, attrice francese (Parigi, n. 1977)
- Sophie Karbjinski, attrice tedesca (Berlino, n. 1995)
- Sophie Kennedy Clark, attrice scozzese (Aberdeen, n. 1990)
- Sophie Lowe, attrice britannica (Sheffield, n. 1990)
- Sophie Luck, attrice australiana (Pymble, n. 1989)
- Sophie Marceau, attrice, regista e sceneggiatrice francese (Parigi, n. 1966)
- Sophie McShera, attrice britannica (Bradford, n. 1985)
- Sophie Tamiko Oda, attrice statunitense (San Francisco, n. 1991)
- Sophie Okonedo, attrice britannica (Londra, n. 1968)
- Sophie Pagay, attrice austriaca (Brno, n. 1860 - Berlino, † 1937)
- Sophie Quinton, attrice francese (Villedieu-les-Poêles, n. 1976)
- Sophie Rogall, attrice, doppiatrice e conduttrice radiofonica tedesca (Starnberg, n. 1983)
- Sophie Rois, attrice austriaca (Ottensheim, n. 1961)
- Sophie Rundle, attrice britannica (Bournemouth, n. 1988)
- Sophie Simnett, attrice britannica (Chiswick, n. 1997)
- Sophie Skelton, attrice britannica (Woodford, n. 1994)
- Sophie Schütt, attrice tedesca (Amburgo, n. 1974)
- Sophie Stuckey, attrice britannica (Camden, n. 1991)
- Sophie Thatcher, attrice statunitense (Chicago, n. 2000)
- Sophie Thompson, attrice britannica (Londra, n. 1962)
- Sophie Turner, attrice britannica (Northampton, n. 1996)
- Sophie Vavasseur, attrice irlandese (Dublino, n. 1992)
- Sophie Ward, attrice britannica (Londra, n. 1964)
- Sophie Wilde, attrice australiana (Sydney, n. 1998)
- Sophie Winkleman, attrice britannica (Londra, n. 1980)
- Sophie de Fürst, attrice francese (Granville, n. 1986)
- Sophie von Kessel, attrice tedesca (Città del Messico, n. 1968)

## Attrici pornografiche(2)
- Sophie Evans, ex attrice pornografica ungherese (Seghedino, n. 1976)
- Sophie Moone, ex attrice pornografica ungherese (Budapest, n. 1981)

## Attrici teatrali(3)
- Sophie Charlotte Ackermann, attrice teatrale tedesca (Berlino, n. 1714 - Amburgo, † 1792)
- Sophie Hayden, attrice teatrale, attrice televisiva e cantante statunitense (Miami, n. 1954)
- Sophie Schröder, attrice teatrale tedesca (Paderborn, n. 1781 - Monaco di Baviera, † 1868)

## Biatlete(2)
- Sophie Boilley, ex biatleta francese (Valence, n. 1989)
- Sophie Chauveau, biatleta francese (Chêne-Bougeries, n. 1999)

## Bobbiste(1)
- Sophie Vercruyssen, bobbista belga (n. 1992)

## Calciatrici(6)
- Sophie Bradley-Auckland, ex calciatrice inglese (Nottingham, n. 1989)
- Sophie Roman Haug, calciatrice norvegese (Kløfta, n. 1999)
- Sophie Howard, calciatrice tedesca (Hanau, n. 1993)
- Sophie Ingle, calciatrice gallese (n. 1991)
- Sophie Schmidt, calciatrice canadese (Winnipeg, n. 1988)
- Sophie Sundqvist, calciatrice svedese (n. 1996)

## Canottiere(1)
- Sophie Hosking, ex canottiera britannica (Edimburgo, n. 1986)

## Cantanti(5)
- Sophie Auster, cantante e attrice statunitense (New York, n. 1987)
- Sophie Carle, cantante e attrice lussemburghese (Lussemburgo, n. 1964)
- Frances, cantante britannica (Oxford, n. 1993)
- Sophie Monk, cantante e attrice australiana (Adelaide, n. 1979)
- Sophie Tucker, cantante, attrice e cabarettista statunitense (Tul'čyn, n. 1884 - New York, † 1966)

## Cantautrici(6)
- Sophie Ellis-Bextor, cantautrice e modella britannica (Londra, n. 1979)
- Gordi, cantautrice australiana (Nuovo Galles del Sud, n. 1992)
- Sophie B. Hawkins, cantautrice e musicista statunitense (New York, n. 1964)
- Sophie Hunger, cantautrice svizzera (Berna, n. 1983)
- La Grande Sophie, cantautrice francese (Thionville, n. 1969)
- Sophie Zelmani, cantautrice svedese (Stoccolma, n. 1972)

## Cestiste(4)
- Sophie Brunner, ex cestista statunitense (Freeport, n. 1995)
- Sophie Charlier, ex cestista belga (Verviers, n. 1982)
- Sophie Cunningham, cestista statunitense (Columbia, n. 1996)
- Sophie von Saldern, ex cestista tedesca (Gottinga, n. 1973)

## Cicliste su strada(1)
- Sophie Wright, ciclista su strada, mountain biker e ciclocrossista britannica (Norwich, n. 1999)

## Contralti(1)
- Sophie Braslau, contralto statunitense (Manhattan, n. 1892 - Manhattan, † 1935)

## Coreografe(1)
- Sophie Maslow, coreografa, ballerina e insegnante statunitense (New York, n. 1911 - Manhattan, † 2006)

## Costumiste(1)
- Sophie Wachner, costumista statunitense (n. 1879 - Los Angeles, † 1960)

## Danzatrici su ghiaccio(1)
- Sophie Moniotte, ex danzatrice su ghiaccio francese (Digione, n. 1969)

## Disc jockey(1)
- Sophie Francis, disc jockey, musicista e produttrice discografica olandese ('s-Hertogenbosch, n. 1998)

## Fondiste(1)
- Sophie Caldwell, fondista statunitense (Rutland, n. 1990)

## Fumettiste(3)
- Sophie Campbell, fumettista statunitense (Rochester, n. 1979)
- Sophie Crumb, fumettista statunitense (Woodland, n. 1981)
- Sophie Labelle, fumettista e attivista canadese (Montréal, n. 1988)

## Ginnaste(1)
- Sophie Scheder, ginnasta tedesca (Chemnitz, n. 1997)

## Giornaliste(1)
- Sophie Grégoire Trudeau, giornalista canadese (Montreal, n. 1975)

## Golfiste(1)
- Sophie Sandolo, golfista francese (Nizza, n. 1976)

## Hockeiste su prato(1)
- Sophie Polkamp, hockeista su prato olandese (Groninga, n. 1984)

## Imprenditrici(2)
- Ottilie von Faber-Castell, imprenditrice tedesca (Stein, n. 1877 - Norimberga, † 1944)
- Sophie Opel, imprenditrice tedesca (Dornholzhausen, n. 1840 - Rüsselsheim am Main, † 1913)

## Informatiche(1)
- Sophie Wilson, informatica inglese (Leeds, n. 1957)

## Ingegnere(1)
- Sophie Adenot, ingegnere e astronauta francese (Cosne-Cours-sur-Loire, n. 1982)

## Martelliste(1)
- Sophie Hitchon, martellista britannica (Burnley, n. 1991)

## Matematiche(1)
- Sophie Bryant, matematica, educatrice e attivista irlandese (Sandymount, n. 1850 - Chamonix, † 1922)

## Modelle(8)
- Sophie Dahl, modella inglese (Londra, n. 1977)
- Sophie Gemal, modella nigeriana (Bayelsa, n. 1989)
- Sophie Howard, modella britannica (Southport, n. 1983)
- Sophie Perin, modella francese (n. 1957)
- Sophie Reade, modella britannica (Nantwich, n. 1989)
- Sophie Sumner, modella britannica (Oxford, n. 1990)
- Sophie Thalmann, modella francese (Bar-le-Duc, n. 1976)
- Sophie Turner, modella e personaggio televisivo australiana (Melbourne, n. 1984)

## Montatrici(2)
- Sophie Tatischeff, montatrice e regista francese (Neuilly-sur-Seine, n. 1946 - Neuilly-sur-Seine, † 2001)
- Sophie Vercruysse, montatrice belga (Bruxelles, n. 1977)

## Nobildonne(3)
- Sophie Marie von Voß, nobildonna tedesca (Schönfliess, n. 1729 - Berlino, † 1814)
- Sophie d'Houdetot, nobildonna francese (Parigi, n. 1730 - Parigi, † 1813)
- Amalie von Wallmoden, nobildonna tedesca (n. 1704 - † 1765)

## Nobili(2)
- Sophie Trébuchet, nobile francese (Nantes, n. 1772 - Parigi, † 1821)
- Sophie von Hohenberg, nobile austriaca (Castello di Konopiště, n. 1901 - Thannhausen, † 1990)

## Nuotatrici(3)
- Sophie Edington, nuotatrice australiana (Loxton, n. 1984)
- Sophie Hansson, nuotatrice svedese (Rönninge, n. 1998)
- Sophie Tabbiani, nuotatrice artistica italiana (Genova, n. 2004)

## Pallanuotiste(1)
- Sophie Smith, pallanuotista australiana (Brisbane, n. 1986)

## Pallavoliste(1)
- Sophie Péron, pallavolista francese (Calais, n. 1989)

## Pesiste(1)
- Sophie Kleeberg, ex pesista tedesca (n. 1990)

## Pianiste(2)
- Sophie Menter, pianista e compositrice tedesca (Monaco di Baviera, n. 1846 - Stockdorf, † 1918)
- Sophie Pacini, pianista tedesca (Monaco di Baviera, n. 1991)

## Pionieri dell'aviazione(1)
- Sophie Blanchard, pioniere dell'aviazione francese (Trois-Canons, n. 1778 - Parigi, † 1819)

## Pistard(2)
- Sophie Capewell, pistard britannica (Lichfield, n. 1998)
- Sophie Lewis, pistard e ciclista su strada britannica (n. 2002)

## Pittrici(4)
- Sophie Allart, pittrice francese (Parigi, n. 1804 - Roma, † 1870)
- Sophie Gengembre Anderson, pittrice britannica (Parigi, n. 1823 - Falmouth, † 1903)
- Sophie Rude, pittrice francese (Digione, n. 1797 - Parigi, † 1867)
- Henriette Browne, pittrice francese (Parigi, n. 1829 - Parigi, † 1901)

## Politiche(2)
- Sophie Montel, politica francese (Montbéliard, n. 1969)
- Sophie Wilmès, politica belga (Ixelles, n. 1975)

## Produttrici discografiche(1)
- Sophie, produttrice discografica, musicista e disc jockey britannica (Glasgow, n. 1986 - Atene, † 2021)

## Registe(2)
- Sophie Hyde, regista, scrittrice e produttrice cinematografica australiana
- Sophie Muller, regista britannica (Londra, n. 1962)

## Registe teatrali(1)
- Sophie Hunter, regista teatrale e attrice inglese (Londra, n. 1978)

## Religiose(1)
- Sophie Leeves, religiosa inglese (Costantinopoli, n. 1823 - Pau, † 1906)

## Rugbiste a 15(1)
- Sophie de Goede, rugbista a 15 canadese (Victoria, n. 1999)

## Saltatrici con gli sci(1)
- Sophie Sorschag, saltatrice con gli sci austriaca (Villaco, n. 1998)

## Scacchiste(1)
- Sophie Milliet, scacchista francese (Marsiglia, n. 1983)

## Sceneggiatrici(1)
- Sophie Fillières, sceneggiatrice e regista francese (Parigi, n. 1964 - Parigi, † 2023)

## Schermitrici(2)
- Sophie Lamon, schermitrice svizzera (Sion, n. 1985)
- Sophie Moressée-Pichot, ex schermitrice e pentatleta francese (Sissonne, n. 1962)

## Scialpiniste(1)
- Sophie Dusautoir Bertrand, scialpinista andorrana (Andorra la Vella, n. 1972)

## Sciatrici alpine(4)
- Sophie Lefranc-Duvillard, sciatrice alpina francese (Bourg-Saint-Maurice, n. 1971 - † 2017)
- Sophie Mathiou, sciatrice alpina italiana (Gressan, n. 2002)
- Sophie Nyberg, sciatrice alpina svedese (n. 2004)
- Sophie Splawinski, ex sciatrice alpina canadese (Montréal, n. 1985)

## Scrittrici(10)
- Friederike Brun, scrittrice danese (Gräfentonna, n. 1765 - † 1835)
- Sophie de Condorcet, scrittrice e traduttrice francese (Meulan, n. 1764 - Parigi, † 1823)
- Contessa di Ségur, scrittrice russa (San Pietroburgo, n. 1799 - Parigi, † 1874)
- Sophie Cooke, romanziera e poetessa scozzese (Callander, n. 1976)
- Sophie Cottin, scrittrice e politica francese (Parigi, n. 1770 - Parigi, † 1807)
- Sophie Daull, scrittrice e attrice francese (Belfort, n. 1965)
- Sophie Gay, scrittrice francese (Parigi, n. 1776 - Parigi, † 1852)
- Sophie Hannah, scrittrice e poetessa britannica (Manchester, n. 1971)
- Sophie Kinsella, scrittrice e giornalista britannica (Londra, n. 1969)
- Sophie Mereau, scrittrice tedesca (Altenburg, n. 1770 - Heidelberg, † 1806)

## Snowboarder(1)
- Sophie Hediger, snowboarder svizzera (Horgen, n. 1998 - Arosa, † 2024)

## Soprani(5)
- Sophie Crüwell, soprano tedesco (Bielefeld, n. 1826 - Monte Carlo, † 1907)
- Sophie Karthäuser, soprano belga (Malmedy, n. 1974)
- Sophie Keller, soprano danese (Copenaghen, n. 1850 - Copenaghen, † 1929)
- Sophie Löwe, soprano tedesco (Oldenburg, n. 1815 - Pest, † 1866)
- Sophie Wyss, soprano svizzero (La Neuveville, n. 1897 - Bognor Regis, † 1983)

## Tenniste(4)
- Sophie Amiach, ex tennista francese (Parigi, n. 1963)
- Sophie Chang, tennista statunitense (Havre de Grace, n. 1997)
- Sophie Ferguson, ex tennista australiana (Sydney, n. 1986)
- Sophie Lefèvre, ex tennista francese (Tolosa, n. 1981)

## Senza attività specificata(3)
- Sophie Rhys-Jones, duchessa britannica (Oxford, n. 1965)
- Sophie Rodriguez, ex snowboarder francese (Grenoble, n. 1988)
- Sophie von Merenberg (Ginevra, n. 1868 - Londra, † 1927)